# Royaume de Raumarike
 (août 2024).
Si vous disposez d'ouvrages ou d'articles de référence ou si vous connaissez des sites web de qualité traitant du thème abordé ici, merci de compléter l'article en donnant les références utiles à sa vérifiabilité et en les liant à la section « Notes et références ».

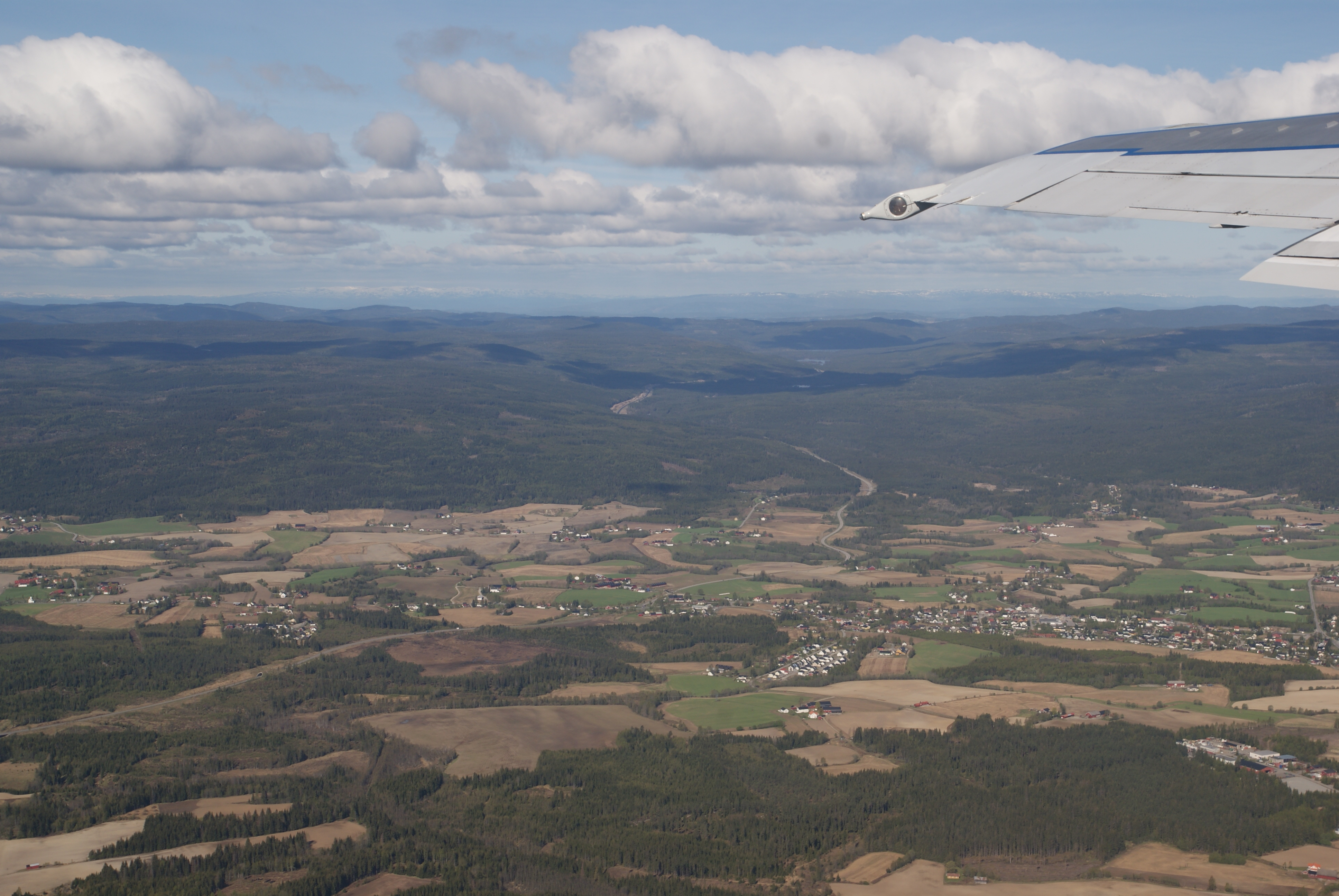
Raumarike vu d'avion.

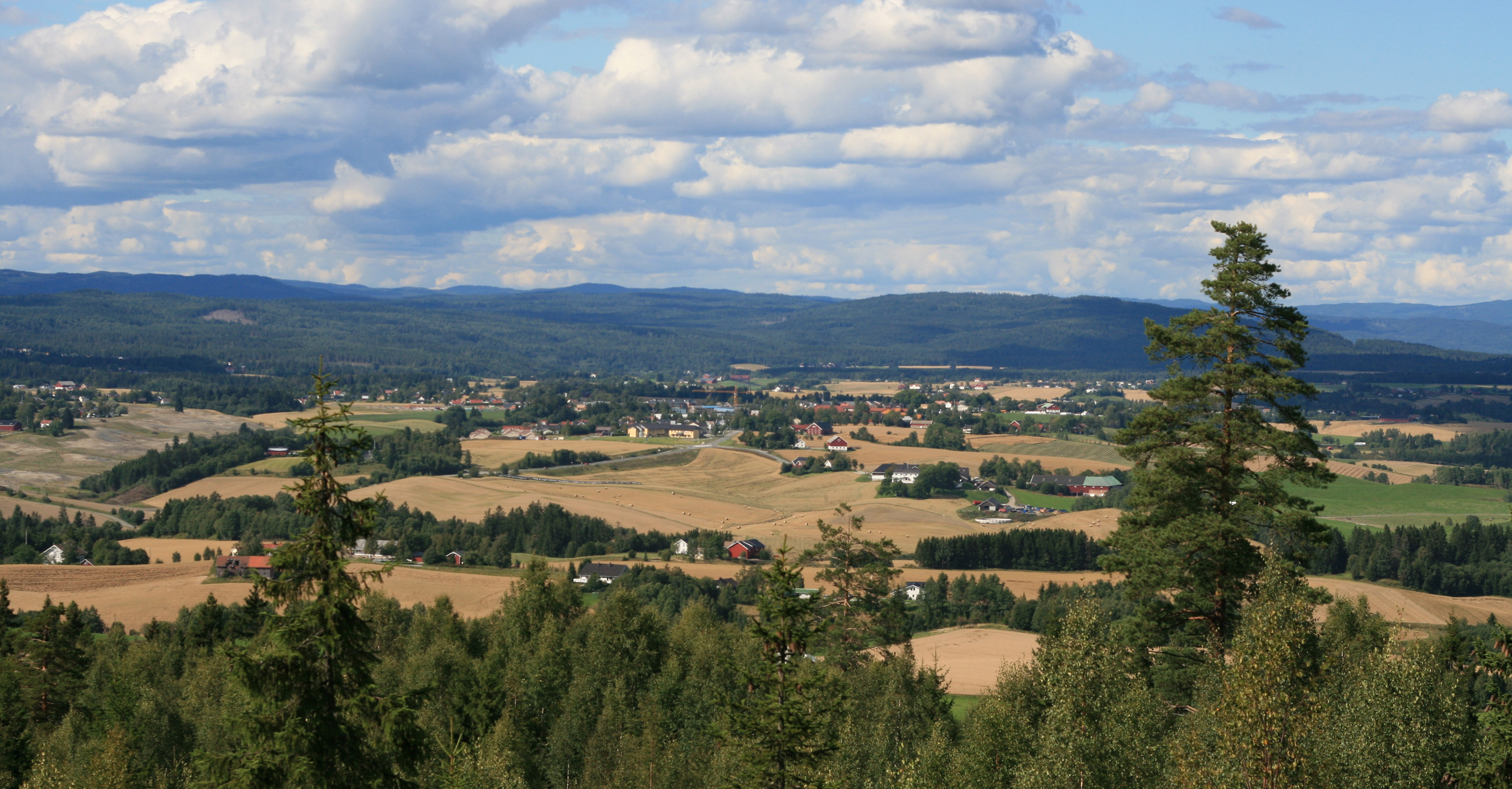

Le royaume de Raumarike est l'un des petits royaumes norvégiens du Moyen Âge. Il était situé dans le fylke actuel d'Akershus.
Le royaume est évoqué par Jordanès au VIe siècle en citant le peuple des Raumarici parmi les différents pays de Scandinavie. Il connait son âge d'or entre le Ve et le VIIe siècle. Le tertre de Rakni (en), daté entre 533 et 551 pourrait être lié au rois des mers Rakni identifié dans les Eddas, confirmant l'importance du site.
Selon Snorri Sturluson, il aurait été gouverné, au VIIIe siècle, par les rois suédois Sigurd Hring et Ragnar Lodbrok.
Durant le IXe siècle, le père d'Harald à la belle chevelure, Halfdan le noir, conquit le royaume en battant Sigtryg Eysteinsson, le roi en place, au cours d'une bataille. Il vainquit ensuite le frère et successeur de Sigtryg, Eystein Eysteinsson, dans une série de batailles.
À la mort d'Halfdan, le royaume se soumet au roi suédois Erik IV Anundsson. Il a toutefois été reconquis par Harald à la belle chevelure, qui l'intégra dans son nouveau royaume de Norvège.

## Rois connus de Raumarike
- Raum l'Ancien
- Eystein Halfdansson
- Halfdan le Doux
- Sigtryg Eysteinsson
- Eystein Eysteinsson, frère de Sigtryg
- Halfdan le noir
- Éric IV Anundsson